# فرصت دوباره
فرصت دوباره (لهستانی: Druga szansa) یک مجموعهٔ تلویزیونی درام لهستانی است که در سال ۲۰۱۶ منتشر شد.

## گزیدهٔ بازیگران

### اصلی
- ماوگوژاتا کوژوخوفسکا
- رافائو کرولیکوفسکی
- ماگدالنا بوچارسکا
- بارتوئومیئی توپا
- وویچیخ متسفالدوفسکی
- میخاو ژورافسکی
- کاتاژینا هرمان
- ماوگوژاتا زایاژکوفسکا
- ماگدالنا روژچکا
- بارتومیئی شویدرسکی
- مایا اوشتاشفسکا
- تامارا آرچیوخ

### مکمل
- سزاری کوشینسکی
- کاژیمیش کاچور
- ماوگوژاتا نیمیرسکا
- زجیسواف واردین
- یاتسک براچیاک
- کریستینا تکاچ
- آگنیشکا یودیتسکا
- ماگدالنا تورچنیه‌ویچ
- ماگدالنا روژاینسکا
- مودست روچینسکی
- میکووای رُزنرسکی
- یان الکساندروویچ-کراسکو
- سزاری ژاک
- هالینا بِدناش
- ماگدالنا بروس
- رادوسواف پازورا
- ماگدالنا کاتسپشاک
- زوزانا لیت
- نوربرت راکوفسکی
- میخاو مِـیِر
- پاوئو کرولیکوفسکی
- یاکوب کامینسکی
- الکساندرا پولووفسکا
- آگنیشکا ژولفسکا
- مارچین بوساک
- یاتسک پونیه‌جاویک
- کارولینا گورچیتسا
- کامیلا بار
- آگنیشگا ویلگوش
- پائولینا گاوونسکا
- ماریتا ژوکوفسکا
- مارچین پرخوچ
- یانوش خابیور
- یوستینا واشیلفسکا
- ماگدالنا کوتا
- آنیتا یانچا
- یوانا اُپوزدا
- پیوتر گوئوواتسکی
- آندژی دسکور
- ماتئوش باناشوک
- پاوئو دوماگاوا
- بارتوش اوپانیا
- اوا کاسپژیک
- شیمون پیوتر وارشافسکی
- زبیگنیف سوشنسکی
- کشیشتف دراچ
- میروسواف هانیشفسکی
- آندژی بلومنفلد
- هنریک گوونبیفسکی
- یان ویچورکوفسکی
- بارتوش ابوخوویچ
- ماوگوژاتا پینکوفسکا
- هوبرت اوربانسکی
- یاکوب پشبیندوفسکی